# NGC 4220
NGC 4220 is een spiraalvormig sterrenstelsel in het sterrenbeeld Centaur. Het hemelobject werd op 9 maart 1788 ontdekt door de Duits-Britse astronoom William Herschel.

## Synoniemen
- UGC 7290
- MCG 8-22-89
- ZWG 243.55
- IRAS 12137+4809
- PGC 39285